# Jekaterina Wiktorowna Baranok
Jekaterina Wiktorowna Baranok (russisch Екатерина Викторовна Баранок, * 1. Juli 1992 in Omsk) ist eine russische Shorttrackerin.
In der Saison 2010/11 debütierte sie im Weltcup und nahm an allen sechs Weltcupveranstaltungen teil. Ihr bestes Resultat in einem Einzelrennen war eine Halbfinalteilnahme über 1500 m. In Courmayeur bestritt sie im Anschluss auch ihre erste Juniorenweltmeisterschaft und konnte dort über 1500 m und mit der Staffel jeweils das Halbfinale erreichen. In der folgenden Saison 2011/12 konnte sie im Weltcup über 1500 m in drei Halbfinals einziehen. Ihren größten Erfolg feierte Baranok jedoch mit Rang drei in der Staffel beim Weltcup in Salt Lake City, sie stand damit erstmals in einem Weltcuprennen auf dem Podest. Bei der Europameisterschaft in Mladá Boleslav erreichte sie mit der Staffel das Halbfinale.
Im Dezember 2010 gewann Baranok ihren ersten nationalen Titel.